# Hypostomus peckoltoides
Hypostomus peckoltoides é uma espécie de bagre da família dos cascudos. É nativo da América do Sul, onde ocorre no rio Cuiabá, na bacia do alto rio Paraguai, no Brasil. É normalmente encontrado em ambientes com água turva, substrato composto por rochas e areia e vários tipos de vegetação ciliar. Sabe-se que é sintópico com outras espécies de Hypostomus, incluindo H. boulengeri, H. cochliodon, H. latifrons, H. latirostris, e H. regani .
Hypostomus peckoltoides atinge pelo menos 11,1 cm de comprimento padrão, com algumas fontes relatando um comprimento máximo de 30 cm, e acredita-se que seja um respirador de ar facultativo. Seu epíteto específico, peckoltoides, refere-se à semelhança visual entre a espécie e alguns membros do gênero Peckoltia, com ambos ostentando padrões escuros semelhantes a selas.
Hypostomus peckoltoides aparece no comércio de aquários, onde é normalmente referido como girafa pleco ou pelo seu número L associado, que é L-390.